# Tramola-1
Il Tramola 1 è stato un traghetto, noto per essere appartenuto alla SNCM dal 1973 al 2002 come Monte Rotondo.

## Servizio
Varato il 7 settembre 1972 nel cantiere navale Ateliers et Chantiers de La Rochelle-Pallice con il nome di Monte Rotondo, viene consegnato il 14 gennaio 1973 alla SNCM. Nello stesso mese prende servizio sui collegamenti tra Marsiglia e la Corsica.

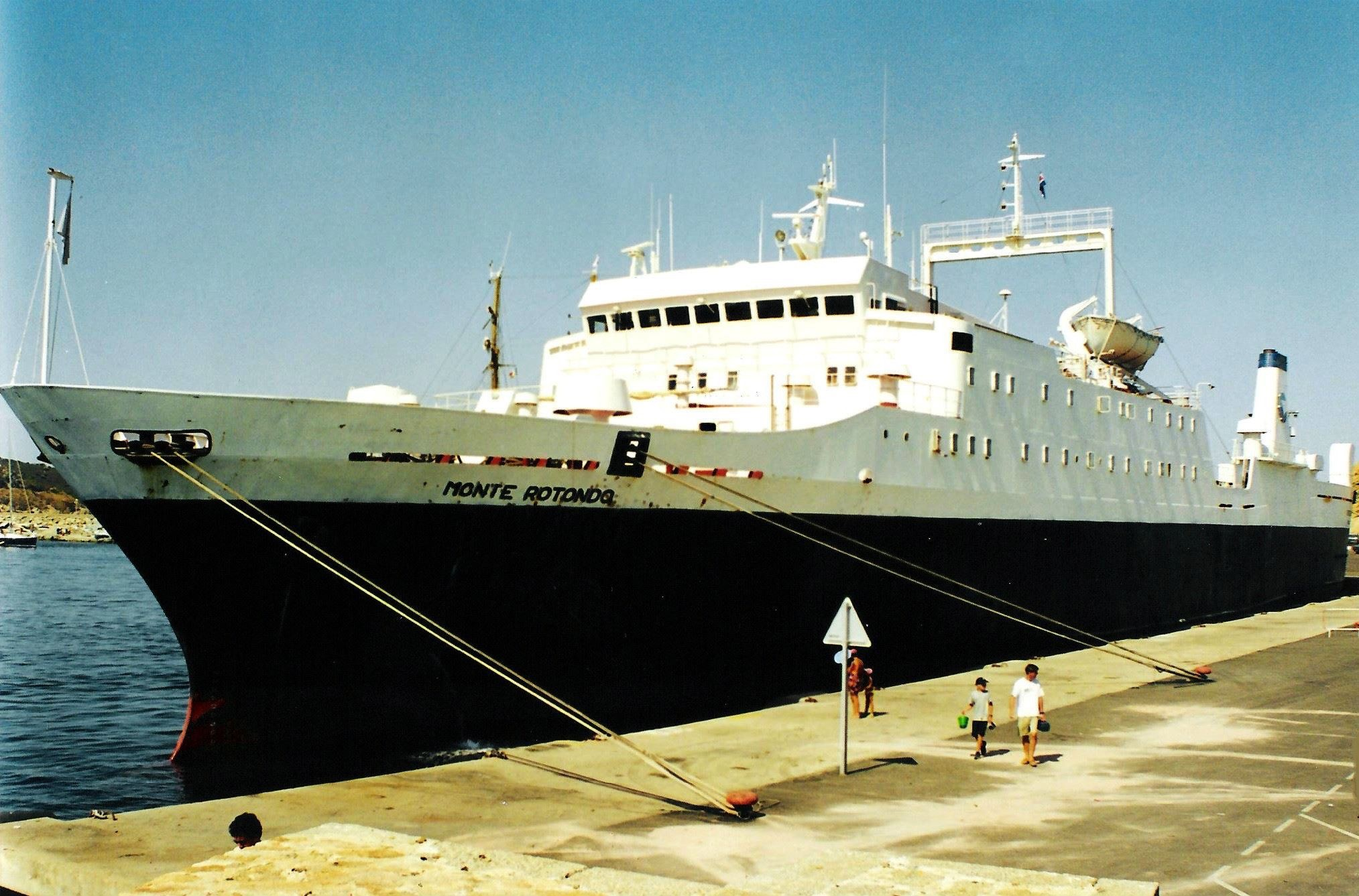
Il Monte Rotondo ormeggiato a L'Île-Rousse nel 1990.

Nell'agosto del 2008 viene ceduto alla compagnia turca Orsa Deniz Hizmetleri e ribattezzato Lale Unaldi.
Nel giugno del 2005 viene ceduto alla Tramola Nakliyat ve Ticaret AS e ribattezzato Tramola 1, entrando in servizio sotto le insegne della Tramola.
A dicembre 2009 viene registrato alla società turca Tramola Tasimacilik Ve Ticaret.
Il 19 gennaio 2023 viene spiaggiato ad Aliağa per iniziare i lavori di demolizione.